# سحلية دودية سوداء الذنب
سحلية دودية سوداء الذنب (الاسم العلمي: Amphisbaena nigricauda) هي نوع من الزواحف يتبع جنس السحلية الدودية من الفصيلة السحالي الدودية.